# Zdzieszowice
Zdzieszowice [ˌʑd͡ʑɛʃɔˈvit͡sɛ] (deutsch Deschowitz, auch Dzieschowitz, 1936–45 Odertal O.S.) ist eine Stadt mit etwa 12.000 Einwohnern im Powiat Krapkowicki, Woiwodschaft Opole in Polen. Die Stadt ist Sitz der gleichnamigen Stadt-und-Land-Gemeinde mit etwa 16.000 Einwohnern. Sie liegt an der Oder zwischen Kędzierzyn-Koźle und Krapkowice.

## Geographie

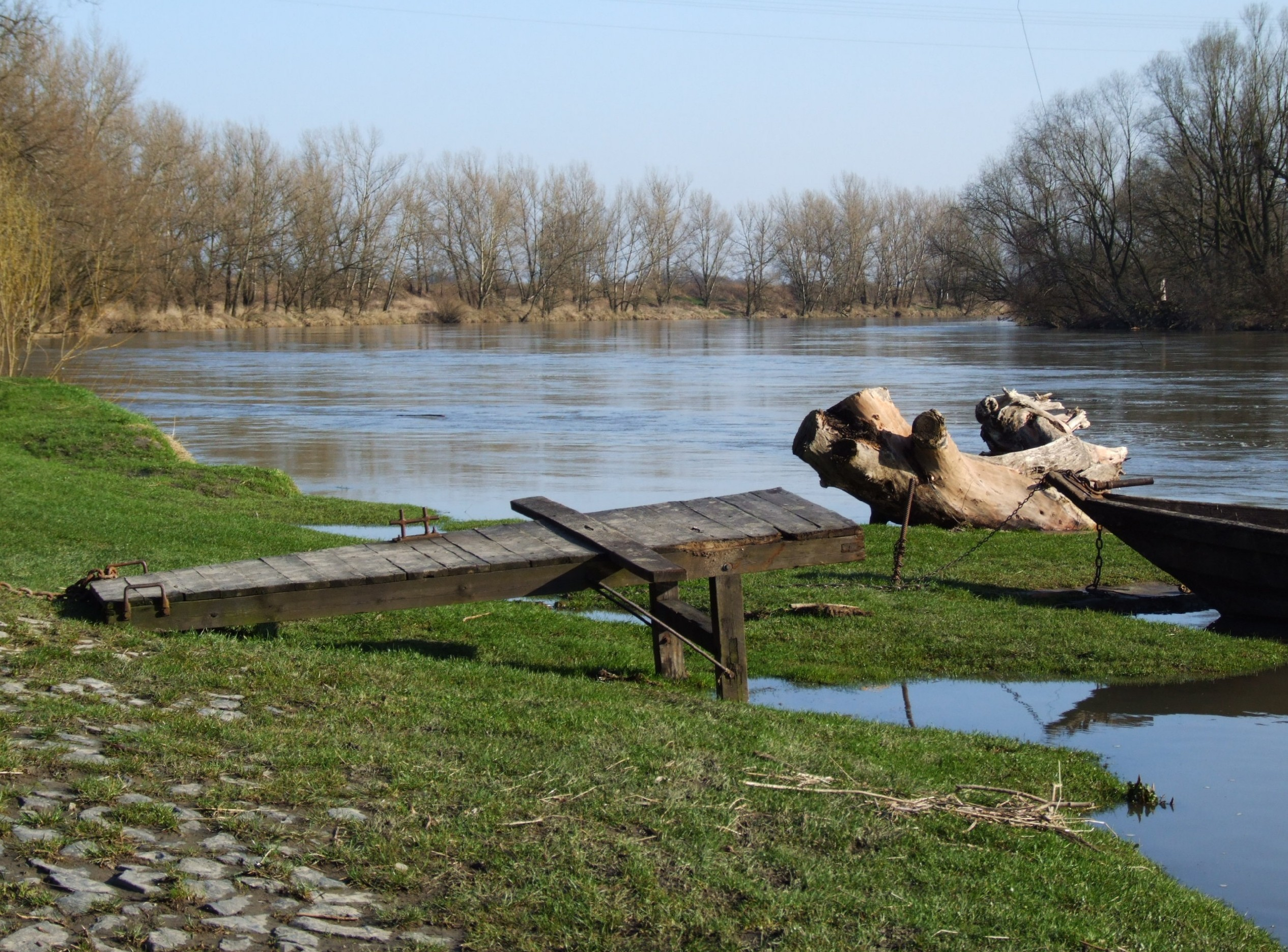
Oder in Zdzieszowice

### Geographische Lage
Die Stadt Zdzieszowice liegt in Oberschlesien am rechten Ufer der Oder. Die Stadt liegt 15 Kilometer südöstlich von der Kreisstadt Krapkowice (Krappitz) und 38 Kilometer südöstlich von der Woiwodschaftshauptstadt Opole (Oppeln). Der Ort liegt in der Nizina Śląska (Schlesische Tiefebene) innerhalb der Kotlina Raciborska (Ratiborer Becken) hin zur Chełm (Chelm). Nordöstlich der Stadt liegt das Landschaftsschutzgebiet Park Krajobrazowy Góra Świętej Anny.
Der Ort liegt an der Bahnstrecke Kędzierzyn-Koźle–Opole. Durch den Ort verläuft die Woiwodschaftsstraße Droga wojewódzka 423.

### Ortsteil
Ortsteil von Zdzieszowice ist das Vorwerk Solownia (Salzfähre).

### Nachbarorte
Nachbarorte von Zdzieszowice sind im Nordwesten Rozwadza (Roswadze), im Norden Żyrowa (Zyrowa), im Osten Leschnitz (poln. Leśnica), im Südosten Krassowa (poln. Krasowa) und im Süden Januszkowice (Januschkowitz).

## Geschichte

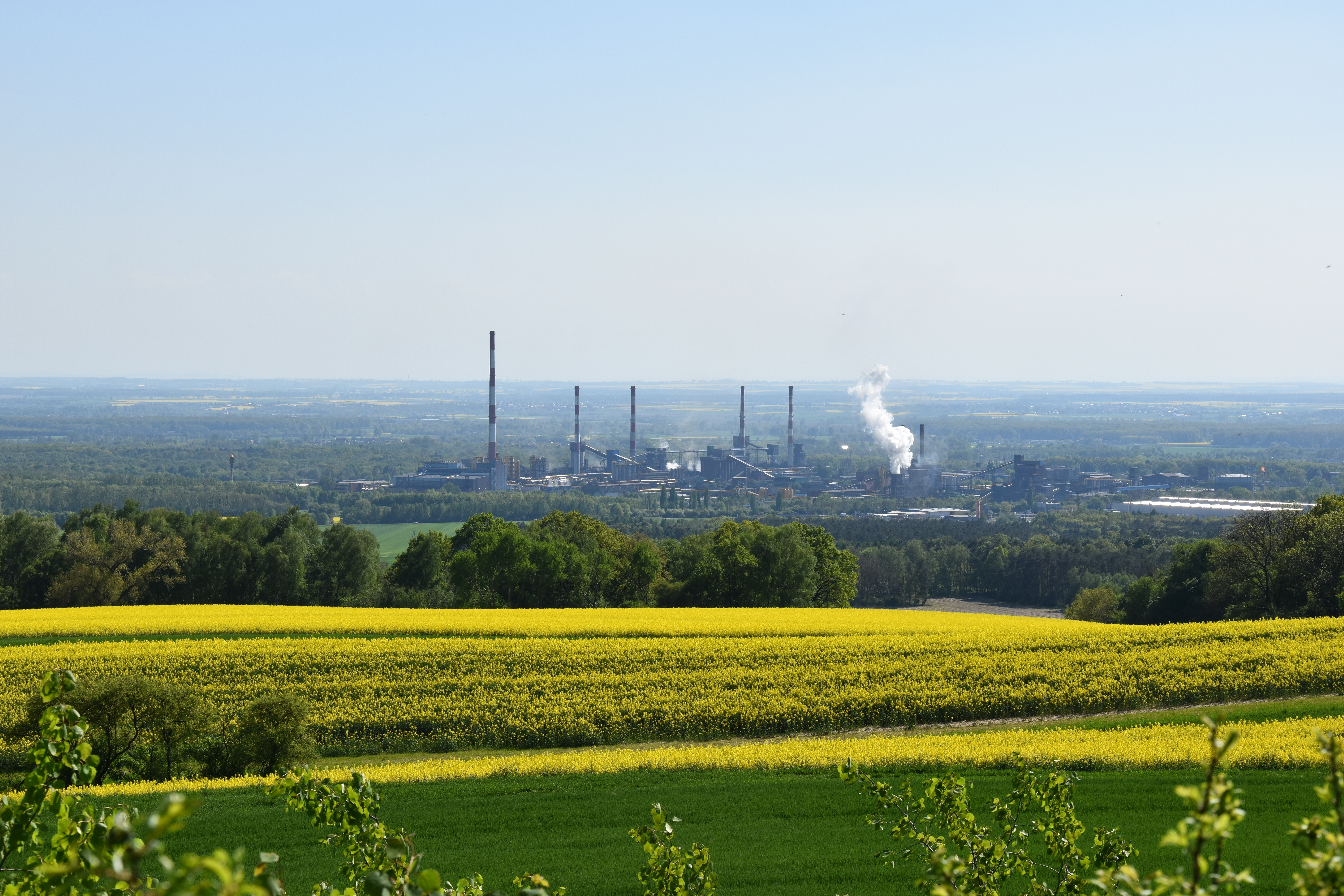
Kokerei in Zdzieszowice, Blick vom St. Annaberg

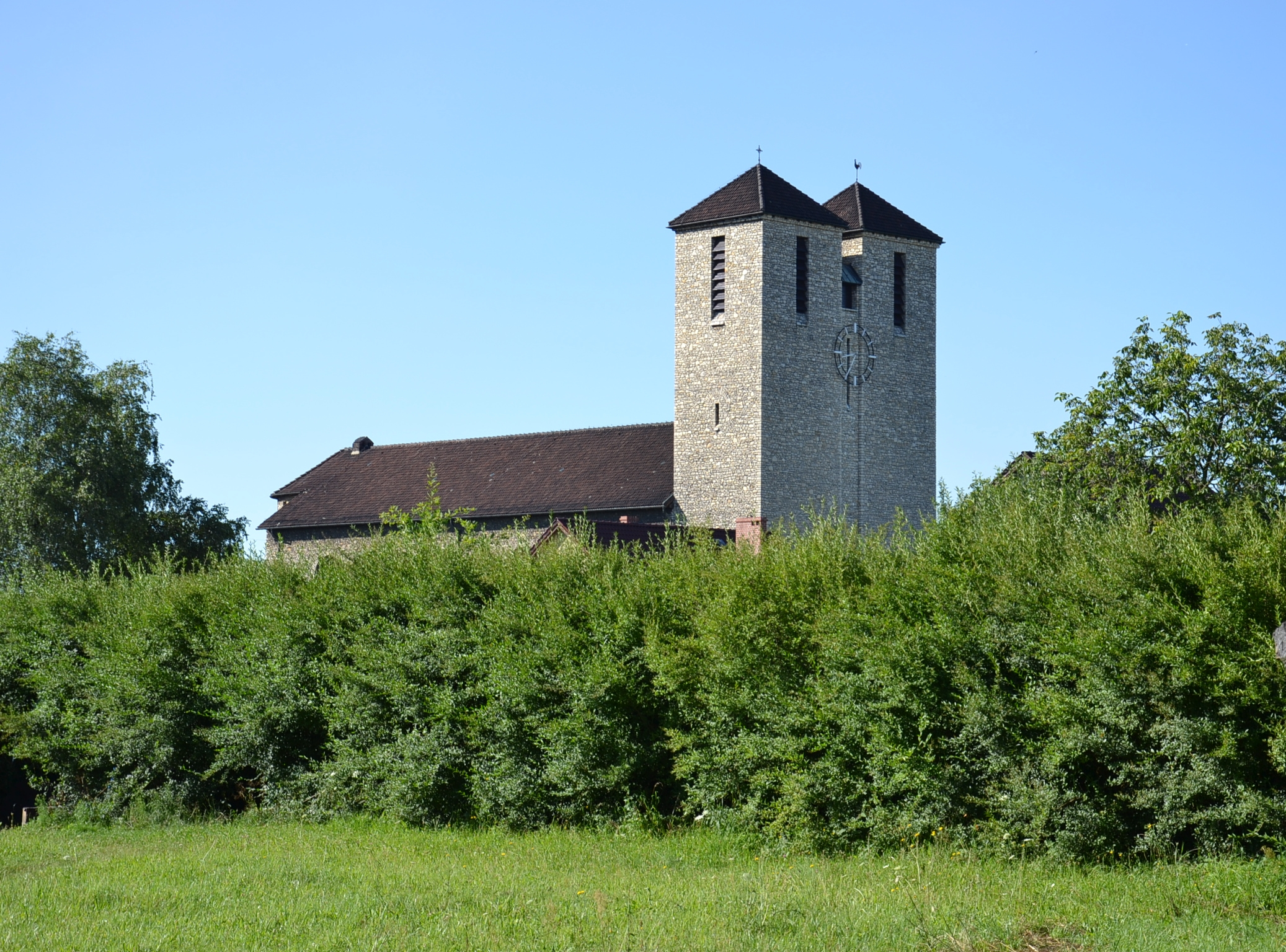
Antoniuskirche

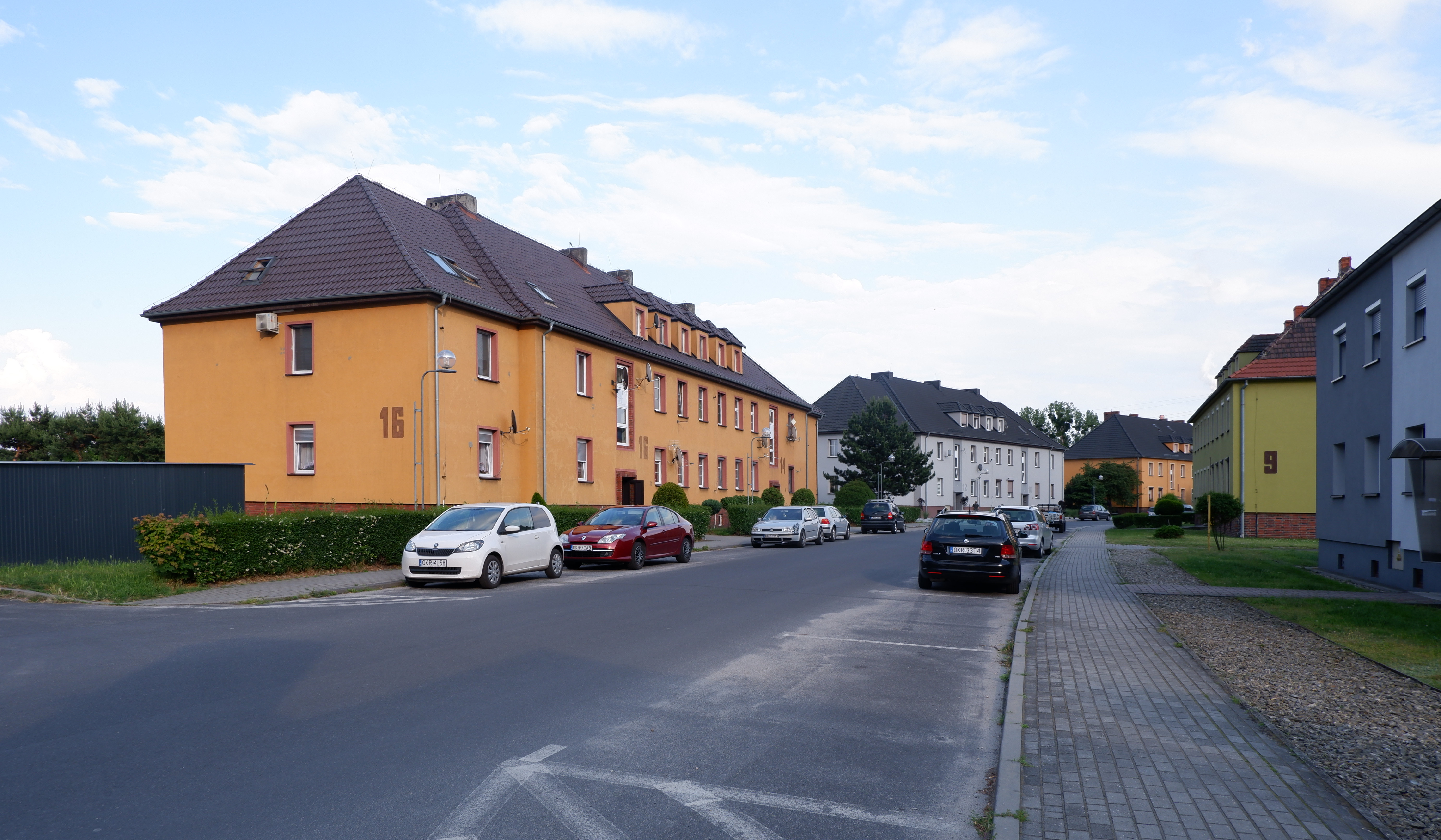
Korfantego-Straße

Der Ort wurde 1405 erstmals als Zduieszowicz erwähnt. 1484 erfolgte eine Erwähnung als Zdziechowicz. Im Laufe der Jahrhunderte wechselte der Ort mehrfach den Eigentümer. Ab 1615 gehörte das Dorf der Familie von Redern, ab Mitte des 17. Jahrhunderts der Familie von Collons und von 1815 bis Ende des 19. Jahrhunderts der Familie Nostiuz und Jockisch.
Deschowitz war ab dem 18. Jahrhundert ein wichtiger Umschlagplatz für die Oderschifffahrt. Hier lagerte das Galmei aus den oberschlesischen Bergwerken ebenso wie die Erzeugnisse der Eisenhütten an der Malapane sowie das über die Oder herangebrachte Salz. Nach dem Ersten Schlesischen Krieg 1742 fiel Deschowitz  mit dem größten Teil Schlesiens an Preußen.
1800 wurde im Ort eine katholische Schule eingerichtet. Nach der Neuorganisation der Provinz Schlesien gehörte die Landgemeinde Deschowitz ab 1816 zum Landkreis Groß Strehlitz im Regierungsbezirk Oppeln. 1845 bestanden im Ort eine katholische Schule, eine Wassermühle, ein Freigut, eine Försterei, ein Kalksteinofen, eine Oderfähre, eine Holzniederlage und 78 Häuser. Im gleichen Jahr lebten in Deschowitz 612 Menschen, davon 13 evangelisch und 5 jüdisch. 1865 bestand Deschowitz aus einem Rittergut und einem Dorf. Das Dorf hatte zusammen mit der Kolonie Solownia 22 Bauern-, 23 Gärtner- und 27 Häuslerstellen. Die katholische Schule zählte im gleichen Jahr Schüler. Eingepfarrt waren die Bewohner nach Leschnitz. 1874 wurde der Amtsbezirk Deschowitz gegründet, welcher die Landgemeinden Dzieschowitz und Roswadze und die Gutsbezirke Dzieschowitz Vorwerk und Theresienhof umfasste. Erster Amtsvorsteher war der Rittergutsbesitzer Graf Bethusy-Huc in Dzieschowitz.
In Deschowitz fanden während der polnischen Usurpantenaufstände Wojciech Korfantys zwischen 1919 und 1921 mehrfach heftige Kämpfe zwischen Freikorps, der Schwarzen Reichswehr und Aufständischen statt. Bei der Volksabstimmung in Oberschlesien am 20. März 1921 stimmten in Deschowitz 458 Wahlberechtigte für einen Verbleib Oberschlesiens bei Deutschland und 449 für eine Zugehörigkeit zu Polen. Deschowitz verblieb nach der Teilung Oberschlesiens beim Deutschen Reich. 1931 entstand in Deschowitz die Großkokerei und ein Elektrizitätswerk der Gräflich Schaffgotsch’schen Werke. 1933 zählte der Ort 2168 Einwohner. Bedingt durch den hohen Zuwachs im Ort entstanden rund um die Kokerei neue Werksiedlungen.
Zwischen 1935 und 1937 erfolgte der Bau der katholischen Pfarrkirche St. Antonius. Am 8. August 1936 wurde der Ort im Zuge einer Welle von Ortsumbenennungen der NS-Zeit in Odertal O.S. umbenannt. Am 1. April 1939 folgte die Eingemeindung von Annengrund nach Odertal O.S. 1939 zählte der Ort 4864 Einwohner. 1938 errichtete die Schaffgotsch-Benzin GmbH in der Gemeinde ein Hydrierwerk zur Herstellung synthetischer Kraftstoffe. Das Werk arbeitete im Fischer-Tropsch-Verfahren und beschäftigte 1944 über 2.100 Personen. Bis 1945 befand sich der Ort im Landkreis Groß Strehlitz. Wegen der zahlreichen Industrieanlagen im Ort war Deschowitz im zweiten Halbjahr 1944 Ziel schwerer Luftangriffe.
1945 kam der bis dahin deutsche Ort unter polnische Verwaltung und wurde anschließend der Woiwodschaft Schlesien angeschlossen und ins polnische Zdzieszowice umbenannt. 1950 kam der Ort zur Woiwodschaft Oppeln. 1951 waren die Schäden durch den Zweiten Weltkrieg so weit beseitigt, dass die Produktion wieder aufgenommen werden konnte. 1999 kam der Ort zum Powiat Krapkowicki.
Zdzieszowice, das seit 1956 stadtartige Siedlung war, erhielt 1962 Stadtrecht.
Fast vierzig Jahre lang, von 1976 bis 2014, leitete der deutschstämmige Politiker Dieter Przewdzing (1944–2014) die Stadt und Gemeinde. Er war bis zur politischen Wende 1989 als Vertreter der PVAP der administrativ ernannte Gemeindevorsteher (naczelnik gminy) und nach der Wiederherstellung der Gemeindeverfassung 1990 bis zu seinem Tod Bürgermeister. Er gewann fünfmal die Bürgermeisterwahlen in der ersten Wahlrunde, nur im Jahr 2010 musste er sich der Stichwahl stellen. Er war damit der am längsten amtierende Bürgermeister in Polen. In seinen letzten Lebensjahren engagierte sich Przewdzing für Stärkung der wirtschaftlichen Selbstständigkeit der oberschlesischen Gemeinden und wurde deswegen überregional bekannt. Am 18. Februar 2014 wurde er von Unbekannten ermordet. Die Ermittler schließen einen politischen Hintergrund der Tat nicht aus.

### Einwohnerentwicklung
1933:  02.170 Einwohner 

1939:  04.842 

1961:  04.224 

1971:  05.600 

2004: 13.564

## Sehenswürdigkeiten

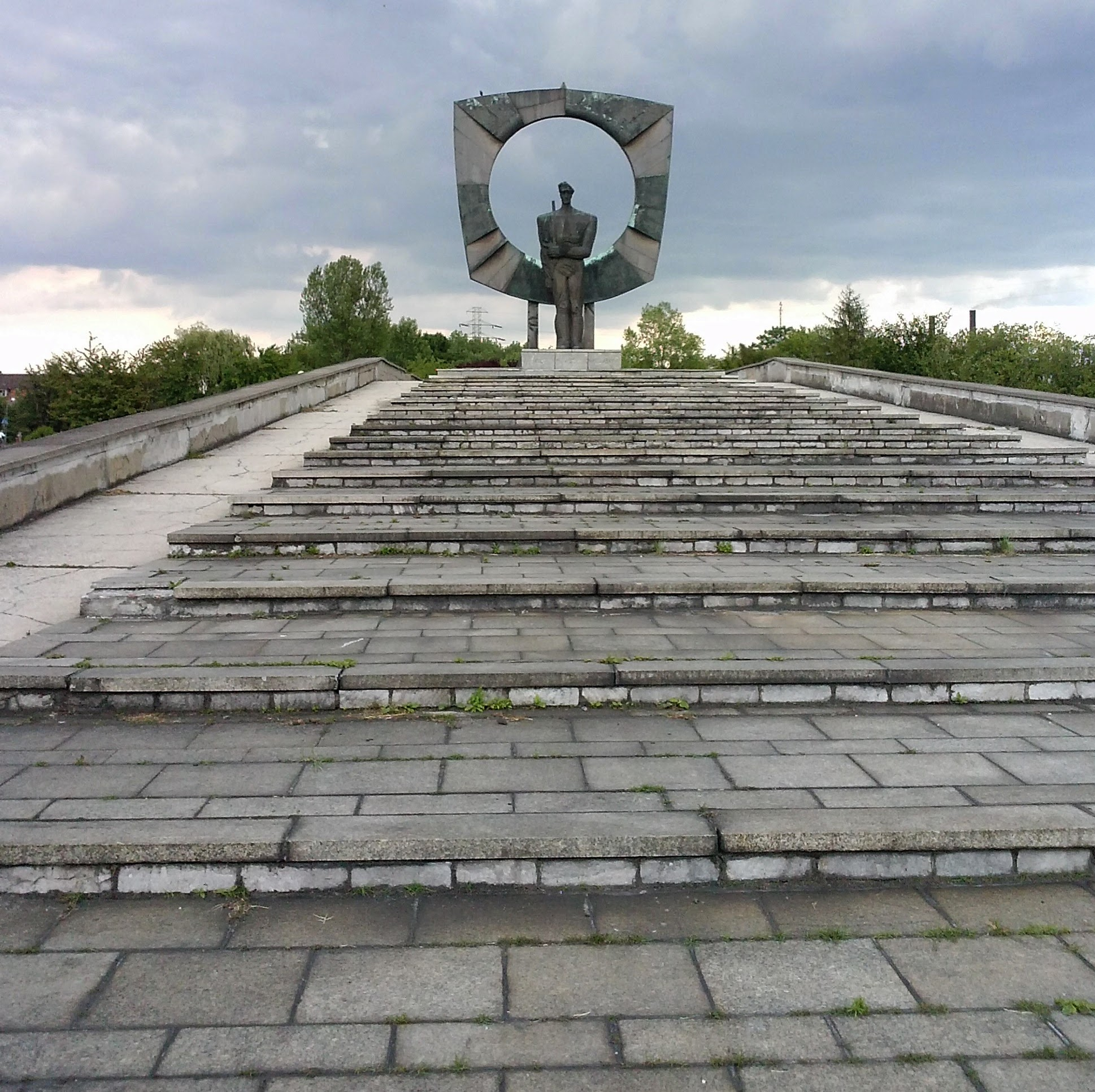
Denkmal für die schlesischen Aufständischen

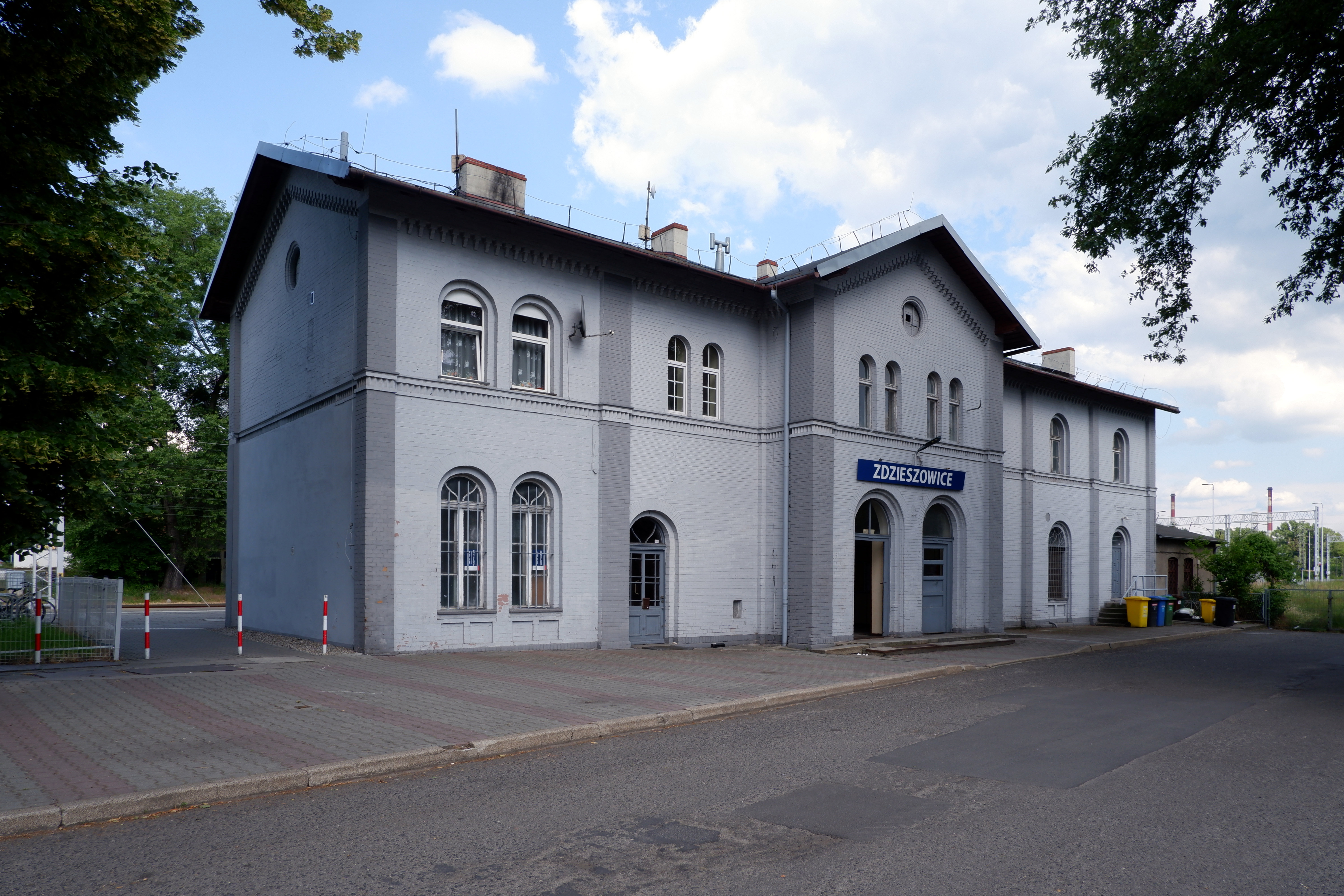
Bahnhof Zdzieszowice

- Die römisch-katholische Antoniuskirche (poln. Kościół św. Antoniego) wurde 1935–1937 im neoromanischen Stil errichtet.[9]
- Die römisch-katholische Alte Antoniuskirche (poln. Kościół filialny św. Antoniego) wurde 1920 errichtet.[10]
- Römisch-katholische Pater-Pio-Kirche (poln. Kościół św. Ojca Pio)
- Dreibrüderkapelle
- Denkmal für das Oderhochwasser von 1997
- Denkmal für die schlesischen Aufständischen (poln. Pomnik Powstańców Śląskich)
- Denkmal für die Gefallenen beider Weltkriege auf dem Friedhof
- Empfangsgebäude des Bahnhofes Zdzieszowice

## Gemeinde
Zur Stadt-und-Land-Gemeinde (gmina miejsko-wiejska) Zdzieszowice gehören weitere Orte mit insgesamt fast 16.000 Einwohnern.

### Partnerschaften
Es bestehen Städtepartnerschaften zwischen Zdzieszowice und
- Ludwigsfelde, Deutschland
- Bohumín, Tschechien